# Ostre Bardo (Sępopol)
Ostre Bardo (deutsch Klingenberg) ist ein kleiner Ort in der polnischen Woiwodschaft Ermland-Masuren, der zur Stadt- und Landgemeinde Sępopol (Schippenbeil) im Powiat Bartoszycki (Kreis Bartenstein) gehört.

## Geographische Lage
Ostre Bardo liegt 16 Kilometer nordöstlich der Kreisstadt Bartoszyce (Bartenstein) und ist auf einer Nebenstraße von Sępopol (Schippenbeil) über Stopki (Stolzenfeld) zu erreichen. Die Straße endet in Ostre Bardo, zwei Kilometer vor der polnisch-russischen Staatsgrenze. Vor 1945 verlief sie weiter über das jetzt russische Rjabinino (Korwlack) und Tjomkino (Mertensdorf) bis nach Prawdinsk (Friedland (Ostpr.)). Eine Bahnanbindung gibt es nicht.

## Geschichte

### Ortsgeschichte
Am 11. Juni 1874 wurde der damals Klingenberg genannte Ort Sitz und namensgebender Ort des neu errichteten Amtsbezirks Klingenberg, der bis 1927 zum Landkreis Friedland, danach bis 1945 zum Landkreis Bartenstein im Regierungsbezirk Königsberg der preußischen Provinz Ostpreußen gehörte. Am 30. Juni 1874 wurde aus dem zu Klingenberg gehörenden Vorwerk Neu Klingenberg (polnisch Nowe Bardo, nicht mehr existent) nebst Amalienberg (Maliniak, ebenfalls nicht mehr existent) der neue eigenständige Gutsbezirk Neu Klingenberg gebildet.
Im Jahr 1910 zählte die Landgemeinde Klingenberg 71 und der Gutsbezirk Klingenberg 132 Einwohner. Am 30. September 1928 schlossen sich die Landgemeinde Klingenberg und die Gutsbezirke Gostkow (russisch: Raskowo), Klingenberg und Neu Klingenberg zur neuen Landgemeinde Klingenberg zusammen, in der 1933 336 und 1939 bereits 495 Einwohner registriert wurden. Kurz vor der letzten Zählung war auch die inzwischen neu formierte Gemeinde Pohiebels (ist heute nicht mehr existent,) in die Gemeinde Klingenberg eingemeindet worden.
Infolge des Zweiten Weltkrieges kam Ostre Bardo mit dem südlich gelegenen Teil Ostpreußens zu Polen und erhielt die polnische Ortsbezeichnung „Ostre Bardo“. Der Ort gehört heute zur Stadt- und Landgemeinde Sępopol (Schippenbeil) im Powiat Bartoszycki in der Woiwodschaft Ermland-Masuren (1975 bis 1998 Woiwodschaft Allenstein) und ist Sitz eines Schulzenamtes.

### Amtsbezirk Klingenberg
Zwischen 1874 und 1945 war Klingenberg Amtsdorf des Amtsbezirkes Klingenberg, der anfangs von zwei Landgemeinden und drei Gutsbezirken gebildet wurde und dessen Gebiet sich heute auf polnisches sowie russisches Gebiet erstreckt:
| Name (bis 1945) | Heutiger Name/Land | Bemerkungen                                                                           |
| --------------- | ------------------ | ------------------------------------------------------------------------------------- |
| Landgemeinden:  |                    |                                                                                       |
| Klingenberg     | Ostre Bardo/Polen  |                                                                                       |
| Korwlack        | Rjabinino/Russland | 1928 in die Landgemeinde Klingenberg eingegliedert                                    |
| Gutsbezirke:    |                    |                                                                                       |
| Gostkow         | Raskowo/Russland   | 1928 in die Landgemeinde Klingenberg eingegliedert                                    |
| Klingenberg     | Ostre Bardo/Polen  | 1928 in die Landgemeinde Klingenberg eingegliedert                                    |
| Pohiebels       | --/Russland        | 1928 in eine Landgemeinde umgewandelt, 1939 in die Gemeinde Klingenberg eingegliedert |

## Sehenswürdigkeiten
- Mariä-Geburt-Kirche, 16. Jahrhundert, mit Holzturm aus dem 18. Jahrhundert, ehemals deutsche evangelische Dorfkirche, jetzt ukrainische griechisch-katholische Pfarrkirche

## Persönlichkeiten
- Miron Sycz (1960–2024), polnischer Politiker ukrainischer Nationalität